# Гайсинский район
Га́йсинский райо́н (укр. Гайсинський район) — административная единица на востоке Винницкой области Украины.
Административный центр — город Гайсин.

## География
Площадь — 5681,2 км².
Основные реки — Южный Буг, Соб, Кублич. На территории района расположен Коростовецкий заказник.

## История
Район образован в 1923 году. 21 января 1959 года к Гайсинскому району были присоединены части территорий упразднённых Дашевского и Ситковецкого районов.
17 июля 2020 года в результате административно-территориальной реформы район был укрупнён, в его состав вошли территории:
- Гайсинского района,
- Бершадского района,
- Немировского района (частично),
- Тепликского района,
- Тростянецкого района,
- Чечельницкого района,
- частично Ильинецкого района (Дашевская поселковая община),
- а также город областного значения Ладыжин.

## Население
Численность населения района в укрупнённых границах — 243,3 тыс. человек.
Численность населения района в границах до 17 июля 2020 года по состоянию на 1 января 2020 года — 55 331 человек, из них городского населения — 25 818 человек (город Гайсин), сельского — 29 513 человек.

## Административное устройство
Район в укрупнённых границах с 17 июля 2020 года делится на 14 территориальных общин (громад), в том числе 3 городские, 4 поселковые и 7 сельских общин (в скобках — их административные центры):
- Городские:
  - Гайсинская городская община (город Гайсин),
  - Бершадская городская община (город Бершадь),
  - Ладыжинская городская община (город Ладыжин);
- Поселковые:
  - Дашевcкая поселковая община (пгт Дашев),
  - Тепликская поселковая община (пгт Теплик),
  - Тростянецкая поселковая община (пгт Тростянец),
  - Чечельникская поселковая община (пгт Чечельник),
- Сельские:
  - Джулинская сельская община (село Джулинка),
  - Краснопольская сельская община (село Краснополка),
  - Кунковская сельская община (село Кунка),
  - Ободовская сельская община (село Ободовка),
  - Ольгопольская сельская община (село Ольгополь),
  - Райгородская сельская община (село Райгород),
  - Соболевская сельская община (село Соболевка).

### История деления района
Количество местных советов (рад) в старых границах района до 17 июля 2020 года:
- городских — 1
- поселковых — 0
- сельских — 26

Количество населённых пунктов в старых границах района до 17 июля 2020 года:
- городов районного значения — 1 (Гайсин)
- посёлков городского типа — 1
- сёл — 55
- посёлков сельского типа — 7

- Гранов

Всего — 63 населённых пункта.

## Транспорт
Через Гайсин проходит дорога, соединяющая восточную и южную часть Украины с западной, трасса республиканского значения М-12.